# Гури-Малі
Гури-Малі (пол. Góry Małe) — село в Польщі, у гміні Гомбін Плоцького повіту Мазовецького воєводства.
Населення — 191 особа (2011).
У 1975—1998 роках село належало до Плоцького воєводства.

## Демографія
Демографічна структура станом на 31 березня 2011 року:
|          | Загалом | Допрацездатний вік | Працездатний вік | Постпрацездатний вік |
| -------- | ------- | ------------------ | ---------------- | -------------------- |
| Чоловіки | 88      | 19                 | 63               | 6                    |
| Жінки    | 103     | 20                 | 61               | 22                   |
| Разом    | 191     | 39                 | 124              | 28                   |